# Comptus stenurus
Comptus stenurus — вид веретільницеподібних ящірок родини Diploglossidae. Мешкає на Гаїті та на сусідніх островах. Раніше цей вид відносили до роду Celestus, однак за результатами дослідження 2021 року він був переведений до роду Comptus

## Підвиди
Виділяють чотири підвиди:
- Celestus stenurus stenurus (Cope, 1862) — півострів Тібурон, острів Ваш[en];
- Celestus stenurus alloeides Schwartz, 1920 — півострів Самана[en];
- Celestus stenurus rugosus Cope, 1879 — північ Гаїті, північний захід і схід Домініканської Республіки;
- Celestus stenurus weinlandi Cope, 1868 — південь Гаїті і Домініканської Республіки, острівець Кабріт[es].

## Поширення і екологія
Comptus stenurus мешкають на території Гаїті і Домініканської Республіки. Вони живуть в тропічних лісах, на плантаціях і полях, в садах, серед опалого листя. Зустрічаються на висоті до 1160 м над рівнем моря.